# オルテニツァ
オルテニツァ（ルーマニア語: Olteniţa）は、ルーマニアのカララシ県にある都市。アルジェシュ川の左岸に位置する。アルジェシュ川をはさんだ対岸は、ブルガリアのトゥトラカンである。

## 歴史
近郊のグメルニツァの丘から、紀元前4千年紀の新石器時代の村落跡が見つかっている。オルテニツァという地名は、ネアゴエ・バサラブ時代の1515年の史料に初めてみえる。
クリミア戦争でオスマン帝国はこの地点から渡河を試み、ロシア帝国に大損害を与えた。1877年の露土戦争では、プレヴェンを包囲するロシア軍を救援するため、ルーマニア軍がこの地点からブルガリアに入った。
第一次世界大戦では、同盟国がオルテニツァをルーマニア侵攻の起点とした。同盟国軍はトゥトラカンの戦いで大勝利を飾った。

## 出身有名人
- イオン・イリエスク - 元大統領